# Søgne
Søgne – norweskie miasto i gmina leżąca w okręgu Vest-Agder.
Søgne jest 358. norweską gminą pod względem powierzchni.

## Demografia
Według danych z roku 2005 gminę zamieszkuje 9547 osób, gęstość zaludnienia wynosi 64,3 os./km². 
Pod względem zaludnienia Søgne zajmuje 107. miejsce wśród norweskich gmin.
| ludność stan na 1 stycznia 2005 |         |           |       |
|                                 | kobiety | mężczyźni | razem |
| osób                            | 4834    | 4713      | 9547  |
| %                               | 50,63%  | 49,37%    | 100%  |

| wykształcenie stan na 1 października 2004 |        |         |        |        |
|                                           | podst. | średnie | wyższe | niezn. |
| osób                                      | 1080   | 4362    | 1631   | 133    |
| %                                         | 14,99% | 60,53%  | 22,63% | 1,85%  |

## Edukacja
Według danych z 1 października 2004:
- liczba szkół podstawowych (norw. grunnskolar): 7
- liczba uczniów szkół podst.: 1474

## Władze gminy
Według danych na rok 2011 administratorem gminy (norw. rådmann) jest Kim Høyer Holum, natomiast burmistrzem (norw. ordfører, d. borgermester) jest Solveig Kjelland Larsen.